# Adnan Oçelli
Adnan Oçelli (Tirana, 6 agosto 1963) è un ex calciatore albanese, di ruolo difensore.

## Carriera

### Nazionale
Ha collezionato 11 presenze con la Nazionale albanese.